# Toepler-Verfahren
Das nach August Toepler benannte Toepler-Verfahren ist eine Methode zur Berechnung der Quadratwurzel mit mechanischen Rechenmaschinen. Weil heute niemand mehr mit mechanischen Rechenmaschinen arbeitet, ist das Verfahren nur unter dem mathematischen Aspekt interessant.
Im Folgenden wird der Radikand mit „r“ und die gesuchte Wurzel mit „w“ bezeichnet. Es ist somit:
w2 = r
Um das Verfahren nachvollziehen zu können, sollte der prinzipielle Aufbau und die Bedienung der Maschinen bekannt sein. Weil die Maschinen im Prinzip nur addieren und subtrahieren können, wird die Aufgabe durch eine Folge dieser Operationen gelöst.
Wie man an den folgenden Beispielen sieht, kann man den Radikanden als Summe ungerader Zahlen darstellen. Die Anzahl der Summanden entspricht der gesuchten Wurzel:
r = 9   = 1 + 3 + 5............................3 Summanden -> w = 3
r = 16 = 1 + 3 + 5 + 7....................4 Summanden -> w = 4
r = 36 = 1 + 3 + 5 + 7 + 9 + 11......6 Summanden -> w = 6
In der Maschine stellt man den Radikanden in das Resultat-Werk (R-Werk) und zieht die Zahlen so lange ab, bis das Ergebnis kleiner Null werden würde (Unterlauf). Im Umdrehungszählwerk (Z-Werk) steht dann die gesuchte Wurzel und im R-Werk gegebenenfalls ein Rest, d. h. es müssten noch mehr Stellen ermittelt werden.

## Nachkommastellen
Wenn die Wurzel Nachkommastellen haben soll, multipliziert man den Radikanden mit „100“, gegebenenfalls mehrmals.
r = 2;  w = 1,41
r = 2 00;  w = 14,1
r = 2 00 00;   w = 141
aber:
r = 20;   w = 4,47
r = 20 00 00;   w = 447

## Format der Wurzel (Kommaregel)
Man teilt den Radikanden links vom Komma in Zweiergruppen. Die Anzahl der Zweiergruppen entspricht den Wurzelstellen vor dem Komma:
r = 05 90,49................2 Zweiergruppen: w = 24,3

### Das Toepler-Verfahren
Wie man an den vorgenannten Beispielen sieht, wird die Anzahl der notwendigen Operationen sehr groß, wenn die Wurzel viele Stellen hat. Mit dem Toepler-Verfahren verringert sich diese Anzahl erheblich. Das Verfahren ist aber nur sinnvoll mit Maschinen anwendbar, die zur Eingabe Stellhebel haben. Für Maschinen mit Tastatureingabe müssen andere Verfahren verwendet werden.
Beispiel:
r = 590,49;   w = 24,3
Die Ziffern der Wurzel werden schrittweise ermittelt: 2-4-3. Unter Beachtung des bekannten Formats (s. o.) kann man die gefundenen Ziffernfolgen auch als Näherungslösungen betrachten.
1. Näherung:    w1 = x0         = 2*101  ;          w12 = 4*102
2. Näherung:    w2 = w1 + x1 = 24*100  ;        w22 = 576*100
3. Näherung:    w3 = w2 + x2 = 243*10−1  ;     w32 = 59049*10−2
w ist die bereits gefundene Näherung, x ist die Zahl, die als Nächstes hinzukommt. x muss durch Probieren gefunden werden, sodass das Quadrat der Näherung gerade noch kleiner als r ist. Die Näherungswerte sind somit immer kleiner als der wahre Wert, sodass sich der Näherungswert von unten dem wahren Wert nähert.
Laut der binomischen Formel ist:      (w + x)2 = w2 + 2wx + x2
Wie eingangs erläutert, kann x2 auch als Summe dargestellt werden. Im Beispiel ist somit:
w12 = x02 = (1+3)*102 = 400 ...........................................2 Summanden: x0 = 20, w1 = 20
w22 = w12 + 2w1x1 + x12 = w12 + (2w1 + 1 + 2w1 + 3 + 2w1 + 5 + 2w1 + 7)*100 = w12 + (8w1 + 16)*100 = 576
........................................................................................4 Summanden: x1 = 4, w2 = 24
w32 = w22 + 2w2x2 + x22 = w22 + (20w2 + 1 + 20w2 + 3 + 20w2 + 5)*10−2 = w22 + (60w2 + 9)*10−2 = 590,49
........................................................................................3 Summanden: x2 = 0,3, w3 = 24,3
Die Reihen werden jeweils so lange fortgeführt, bis w2 gerade noch kleiner als r ist, im nächsten Schritt also größer werden würde.

### Auszug aus der Bedienungsanleitung für die Brunsviga 20

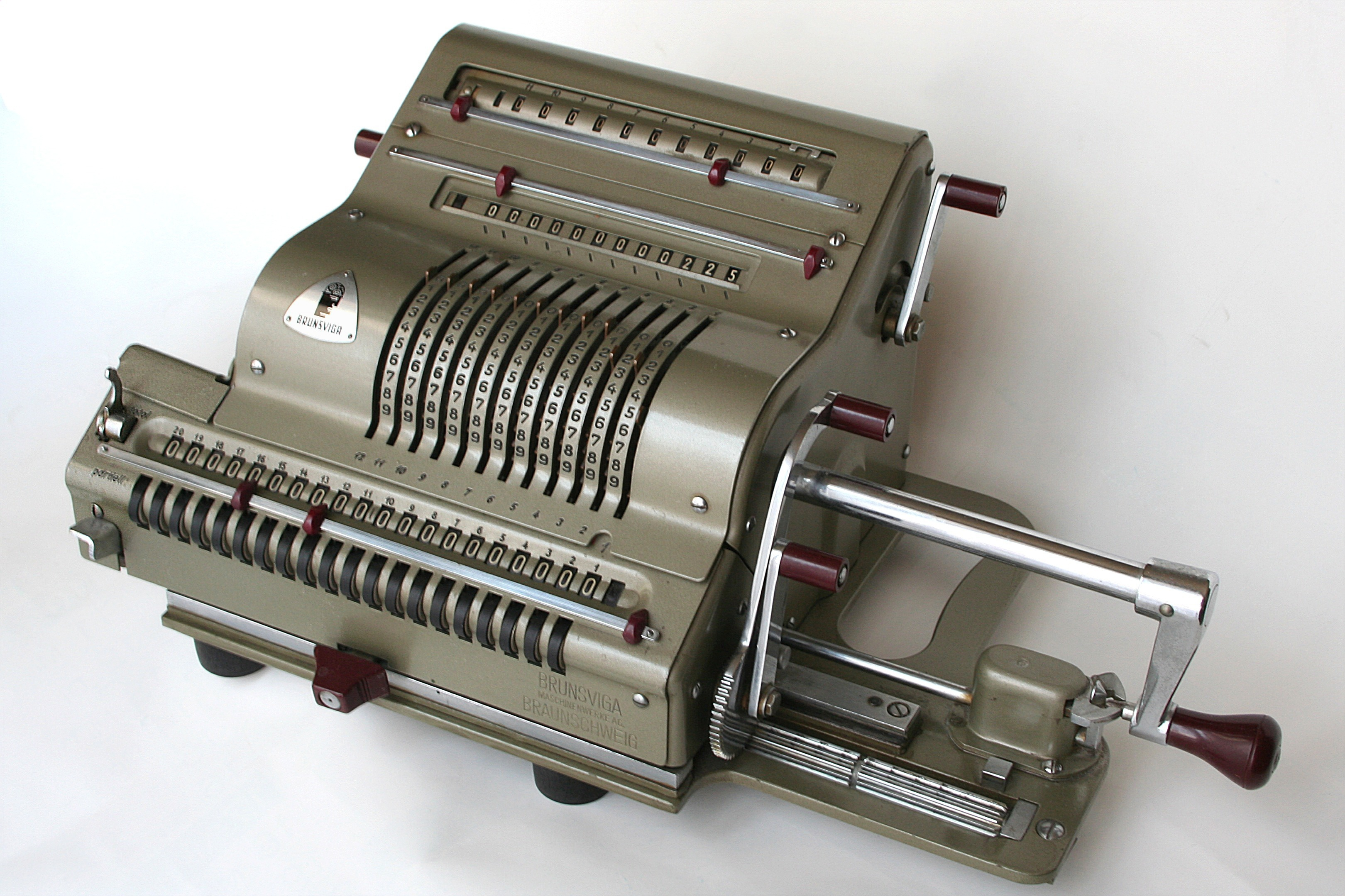
Brunsviga 20

Bezeichnungen: Einstellwerk (E-Werk), Resultatwerk (R-Werk), Umdrehungszählwerk (Z-Werk)
Beispiel: r = 590,49 ; w = 24,3
Zum Radizieren auf der Rechenmaschine wird – nach Toepler – eine arithmetische Reihe benutzt. Es gilt: Die Summe der ersten n ungeraden Zahlen ist immer = n², d. h.
1 + 3 = 22 = 4
1 + 3 + 5 = 32 = 9
1 + 3 + 5 + 7 = 42 = 16 usw.
Indem von der Quadratzahl also nacheinander die ungeraden Zahlen abgezogen werden, lässt sich das Radizieren auf eine Subtraktionsaufgabe zurückführen.
Ausführung: Radikanden einstellen. Schlitten ganz nach rechts und eine +Drehung ausführen. Z-Werk löschen. Den nunmehr im R-Werk stehenden Radikanden vom Komma aus nach links und rechts in Gruppen von je 2 Ziffern einteilen, dann über der ersten Gruppe (der 5) eine 1 einstellen und durch –Drehung abziehen. Eingestellte 1 in 3 umstellen und gleichfalls subtrahieren. Da sich eine 5 nicht mehr abziehen lässt, ist die erste Wurzelziffer im Z-Werk gefunden (rote 2). Jetzt im E-Werk die eingestellte 3 um eine 1 auf 4 (= das Doppelte der Wurzelziffer im Z-Werk) erhöhen, Schlitten um eine Stelle nach links verschieben und im E-Werk rechts neben der 4 wiederum eine 1, dann eine 3, 5 usw. einstellen und jeweils durch –Drehung abziehen. Im Z-Werk erscheint als nächste Wurzelziffer eine 4. Im E-Werk stehende 47 in doppelte Wurzelziffer, also 48, umstellen, Schlitten erneut verschieben und neben der 48 wieder eine 1 usw. einstellen. Es werden solange –Drehungen ausgeführt, bis im R-Werk der kleinstmögliche Rest oder Null erscheint. Im Z-Werk steht dann das Ergebnis in roten Zahlen.
Hinweis: Im Beispiel hat die vorderste Zweiergruppe eine führende Null. Wenn das nicht so ist (z. B. 25 90,49), wird die „1“ ebenfalls über die „5“ gestellt.
Kommaregel: Anzahl der Zweier-Gruppen links vom Komma im Radikanden = Anzahl der Wurzelstellen vor dem Komma der Wurzel im Z-Werk. (Ende des Zitats)
Zahlenbeispiel:
5 90 49 ; R-Werk
-1 00 00
-3 00 00__________.............................. 2 Summanden = 2 Umdrehungen (Z-Werk), w1 = 20
1 90 49 ; R-Werk
- 41 00...................... 2*20 + 1
- 43 00 ..................2*20 + 3
- 45 00 ..................2*20 + 5
- 47 00_________ 2*20 + 7...................4 Summanden = 4 Umdrehungen (Z-Werk), w2 = 24
1449 ; R-Werk
- 481.....................2*240 + 1
- 483.....................2*240 + 3
- 485__________ 2*240 + 5 ................3 Summanden = 3 Umdrehungen (Z-Werk), w3 = 24,3
      0 ; R-Werk
Die Zehnerpotenzen ergeben sich durch Verschieben des Wagens.
Die bereits gefundene Näherungslösung muss jeweils für den nächsten Schritt verdoppelt werden:
w -> 2w. Die im Einstellwerk (E-Werk) befindliche Ziffer unterscheidet sich immer um „1“ von 2w, sodass nicht multipliziert werden muss: 3 -> 4; 47 -> 48;
Es gelingt also tatsächlich, die Aufgabe nur mit Additionen und Subtraktionen zu lösen. Zweifellos eine beachtliche Geistesleistung. Mit dem Friden-Wurzelautomat ist es sogar gelungen, das Verfahren mit einer mechanischen Maschine zu automatisieren.